# Craigellachie (British Columbia)

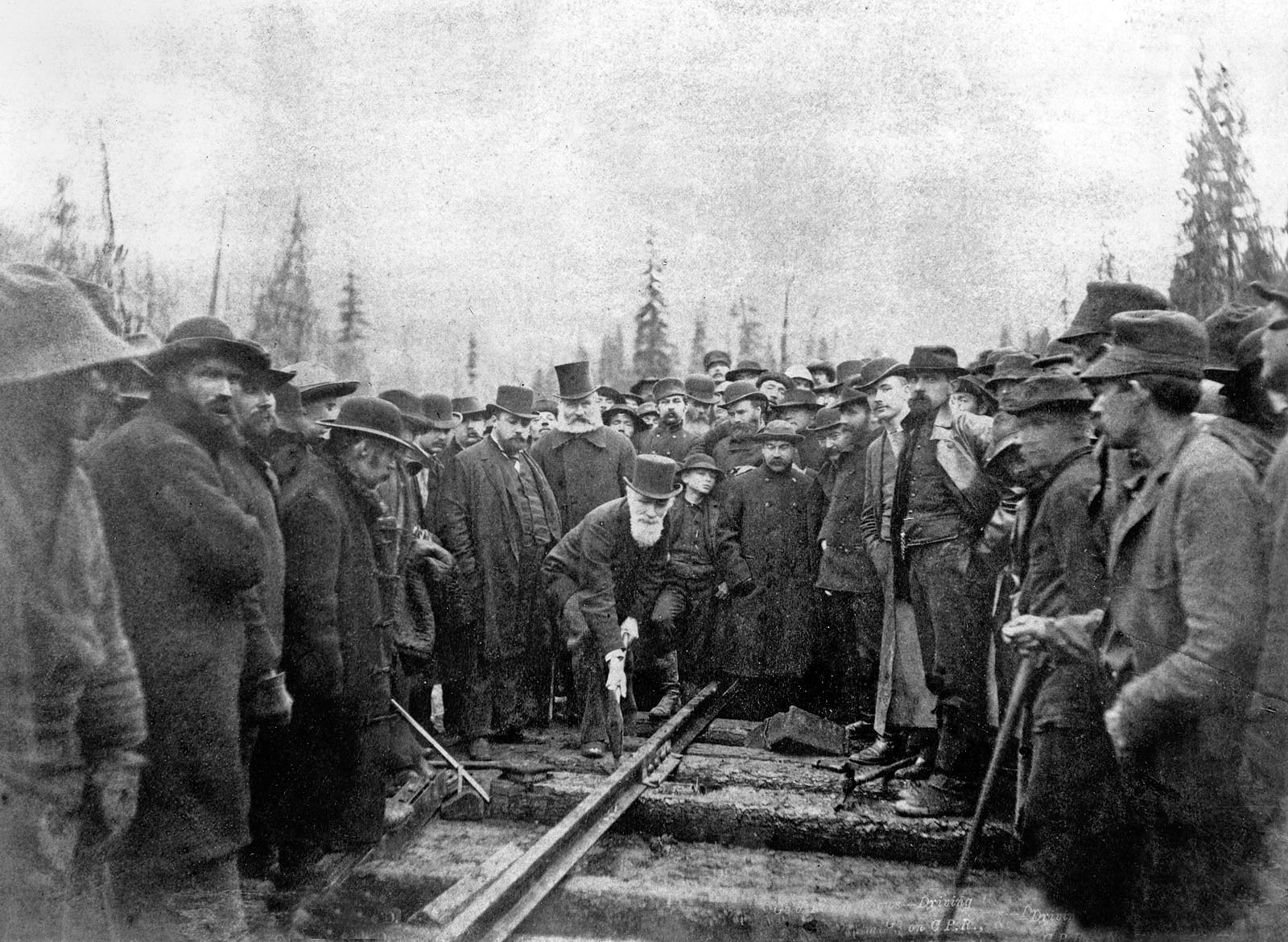
Donald Smith setzt den Letzten Nagel der Canadian Pacific Railway

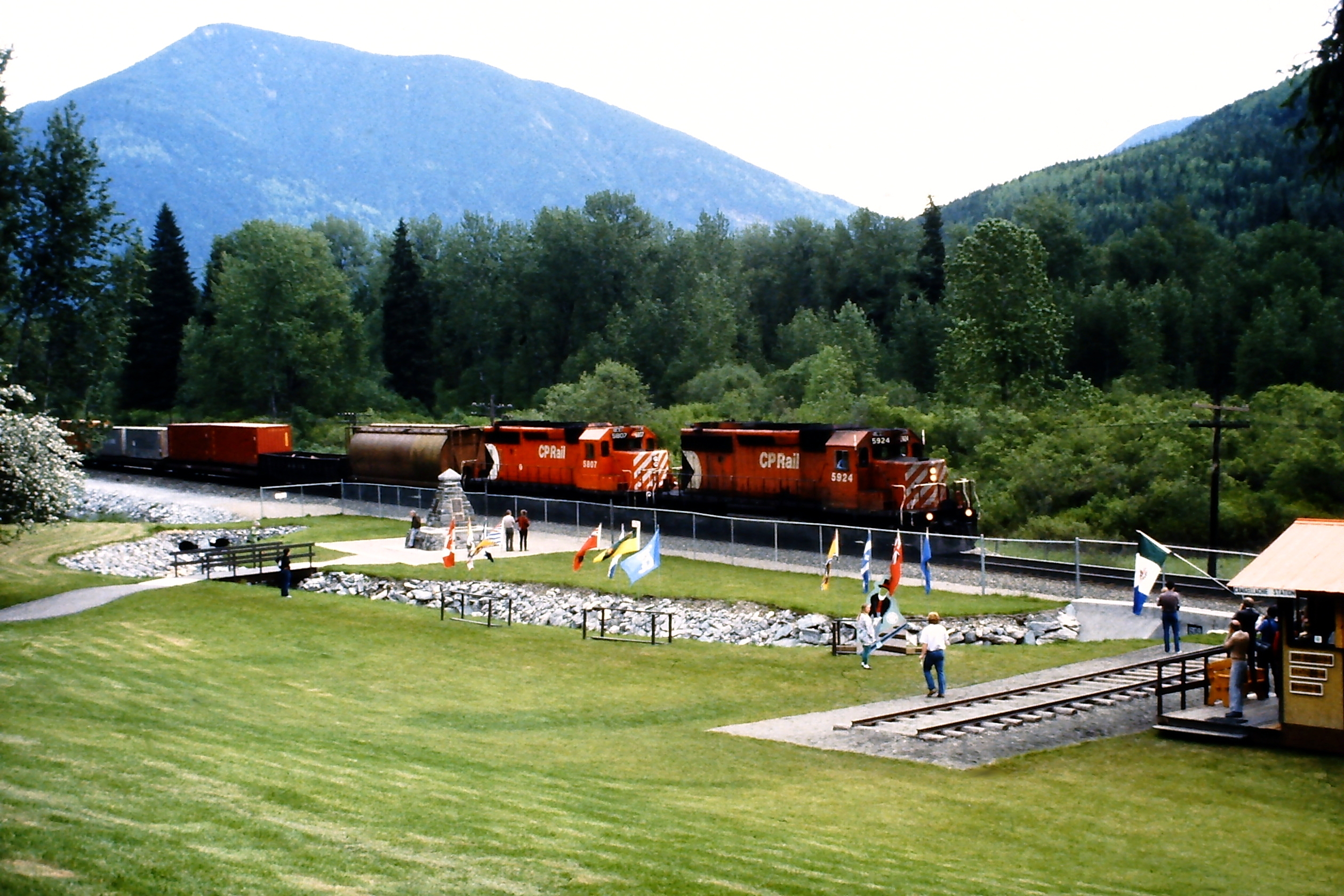
Die Stelle heute, mit dem Gedenkstein

Craigellachie [kɹəˈgɛləxi] ist eine historische Stätte in der kanadischen Provinz British Columbia, einige Kilometer westlich des Eagle Pass am Trans-Canada Highway. Die Stelle liegt nahe der Siedlung Malakwa im Columbia-Shuswap Regional District.
Der Ort wurde nach dem Dorf Craigellachie am River Spey in Schottland benannt, der Heimat der Vorfahren von George Stephen, dem ersten Präsidenten der Canadian Pacific Railway (CPR). Craigellachie wurde bekannt als die Stelle, wo der symbolische „Letzte Nagel“ (last spike) der transkanadischen Eisenbahn gesetzt wurde. Dies geschah am 7. November 1885 durch Donald Smith, einem der Direktoren der CPR. Eigentlich gab es zwei letzte Nägel. Smith hatte den ersten verbogen und musste daraufhin einen Ersatz nehmen. Der Streckenabschnitt an dem dieses Stelle liegt wird CPR-intern als Shuswap Subdivision bezeichnet.
An dieser Stelle steht heute ein kleines Touristeninformationszentrum sowie ein Gedenkstein, auf dem die Geschichte des "Letzten Nagels" beschrieben wird.